# Dart
Dart — язык программирования, созданный Google. Dart позиционируется в качестве замены/альтернативы JavaScript.

## История
Первая общедоступная информация об этом языке программирования появилась 12 сентября 2011 года на конференции разработчиков Goto. 10 октября 2011 была проведена официальная презентация языка Google Dart.
Один из разработчиков языка Марк Миллер (Mark S. Miller) во внутренней переписке в компании Google в 2010 году написал, что JavaScript «имеет фундаментальные изъяны, которые невозможно исправить» и назвал это одной из причин появления языка Dart.
Задачи, поставленные перед разработчиками языка:
- Создать структурированный и в то же время гибкий язык для веб-программирования
- Сделать язык похожим на существующие для упрощения обучения
- Высокая производительность получаемых программ как в браузерах, так и в иных окружениях, начиная от смартфонов и заканчивая серверами.

Изначально было предложено два способа исполнения Dart-программ: с использованием виртуальной машины (в поддерживающих язык браузерах) или с промежуточной трансляцией в javascript (универсальный).
15 ноября 2013 года Google выпустили первую стабильную версию своего языка программирования — Dart SDK 1.0 .
4 июля 2014 года ECMA одобрили первую редакцию стандарта языка, стандарт получил название ECMA-408.
В феврале 2018 года Google выпустила обновленную версию языка — Dart 2.0. В язык добавлена строгая статическая типизация и новый компилятор для разработки dartdevc.

## Пример
Простое приложение, выводящее надпись Hello, world!:
```
void
 
main
()
 
{

    
print
(
'Hello World!'
);

}

```

Функция для расчета n-го числа Фибоначчи:
```
int
 
fib
(
int
 
n
)
 
{

    
return
 
(
n
 
<=
 
2
)
 
?
 
1
 
:
 
(
fib
(
n
 
-
 
1
)
 
+
 
fib
(
n
 
-
 
2
));

}

main
()
 
{

    
print
(
'fib(20) = 
${
fib
(
20
)
}
'
);

}

```

Простой класс:
```
// Подключить библиотеку math для доступа к функции sqrt()

import
 
'dart:math'
 
as
 
math
;

// Создание класса Point

class
 
Point
 
{

    
// Переменные, объявленные как final, не могут быть изменены после инициализации

    
// Объявление двух числовых полей

    
final
 
num
 
x
,
 
y
;

    
// Конструктор c "синтаксическим сахаром", инициализирующий поля объекта значениями аргументов

    
Point
(
this
.
x
,
 
this
.
y
);

    
// Именованный конструктор со списком инициализации по умолчанию

    
Point
.
origin
()
 
:
 
x
 
=
 
0
,
 
y
 
=
 
0
;

    
// Метод класса

    
num
 
distanceTo
(
Point
 
other
)
 
{

        
var
 
dx
 
=
 
x
 
-
 
other
.
x
;

        
var
 
dy
 
=
 
y
 
-
 
other
.
y
;

        
return
 
math
.
sqrt
(
dx
 
*
 
dx
 
+
 
dy
 
*
 
dy
);

    
}

}

// Все программы на Dart начинают выполнение с функции main()

main
()
 
{

    
// Создание двух объектов класса Point

    
var
 
p1
 
=
 
new
 
Point
(
10
,
 
10
);

    
var
 
p2
 
=
 
new
 
Point
.
origin
();

    
var
 
distance
 
=
 
p1
.
distanceTo
(
p2
);

    
print
(
distance
);

}

```